# University of Western Australia
University of Western Australia (pol. Uniwersytet Australii Zachodniej) – australijska uczelnia państwowa znajdująca się w Perth, założona w 1911 r. (jako pierwsza tego rodzaju instytucja w Australii Zachodniej). Kształci około 19 tysięcy studentów i zatrudnia ponad 3 tysiące pracowników.

## Wydziały
W skład uczelni wchodzi dziewięć wydziałów:
- Wydział Architektury, Krajobrazu i Sztuk Wizualnych
- Wydział Sztuk, Nauk Humanistycznych i Nauk Społecznych
- Szkoła Biznesu
- Wydział Edukacji
- Wydział Inżynierii, Informatyki i Matematyki
- Wydział Prawa
- Wydział Nauk o Życiu i Fizycznych
- Wydział Medycyny, Stomatologii i Nauk o Zdrowiu
- Wydział Nauk Przyrodniczych i Rolnych

## Znani absolwenci
- Barry Marshall, laureat Nagrody Nobla w dziedzinie medycyny
- Robin Warren, laureat Nagrody Nobla w dziedzinie medycyny
- Paul Hasluck, były gubernator generalny Australii
- Bob Hawke, były premier Australii
- Kim Beazley(inne języki), były wicepremier Australii
- Shirley Strickland, zdobywczyni największej liczby medali olimpijskich spośród australijskich biegaczy
- sześcioro premierów stanu Australia Zachodnia

## Galeria

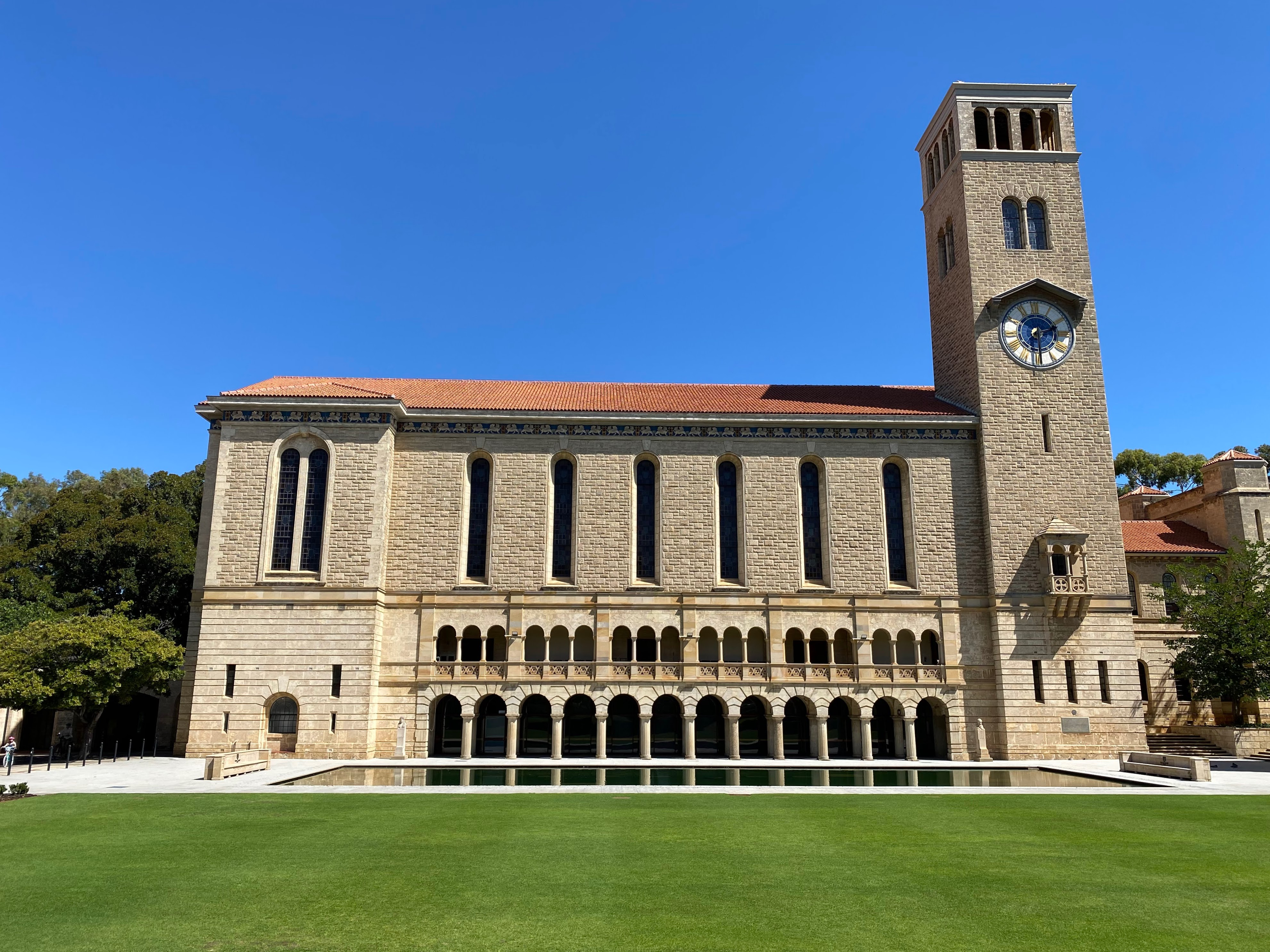
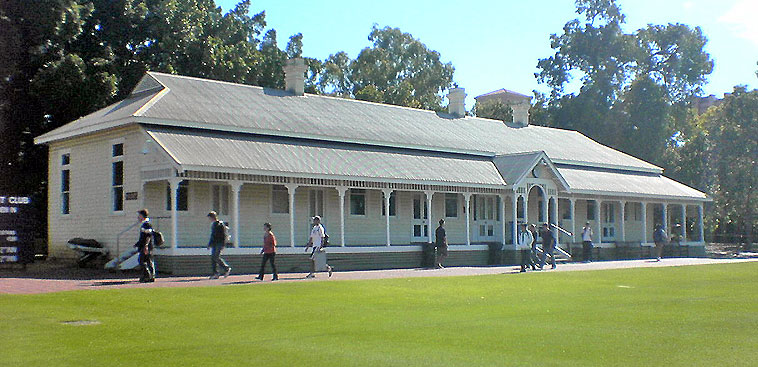
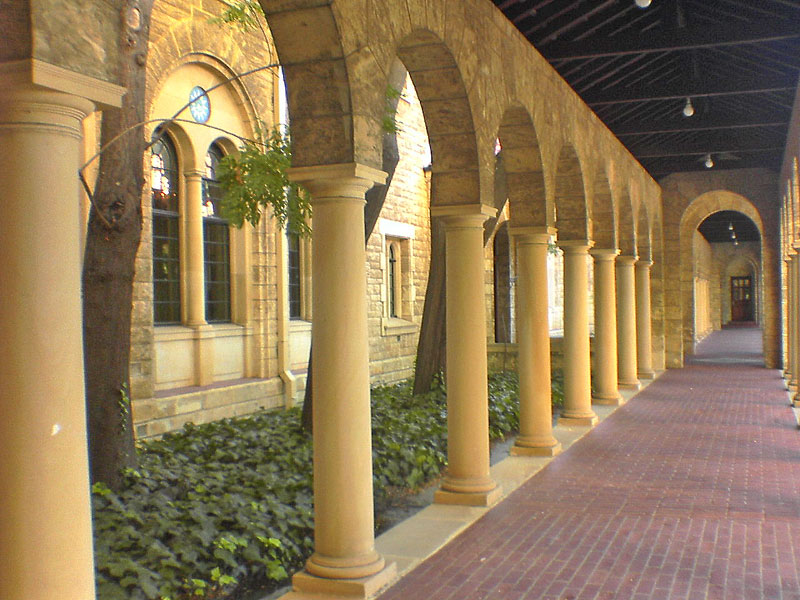
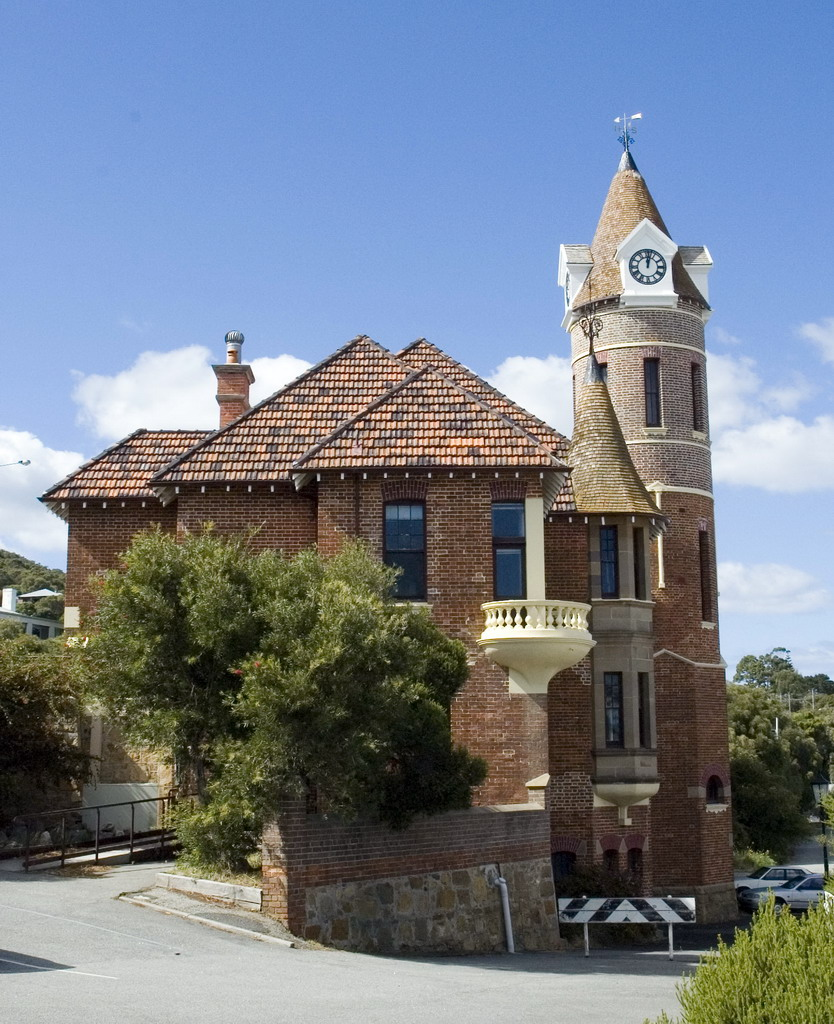
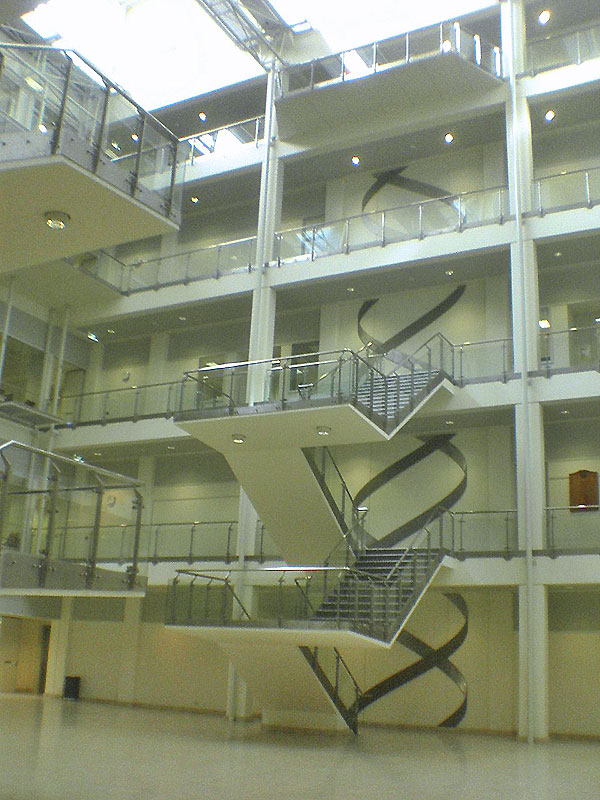
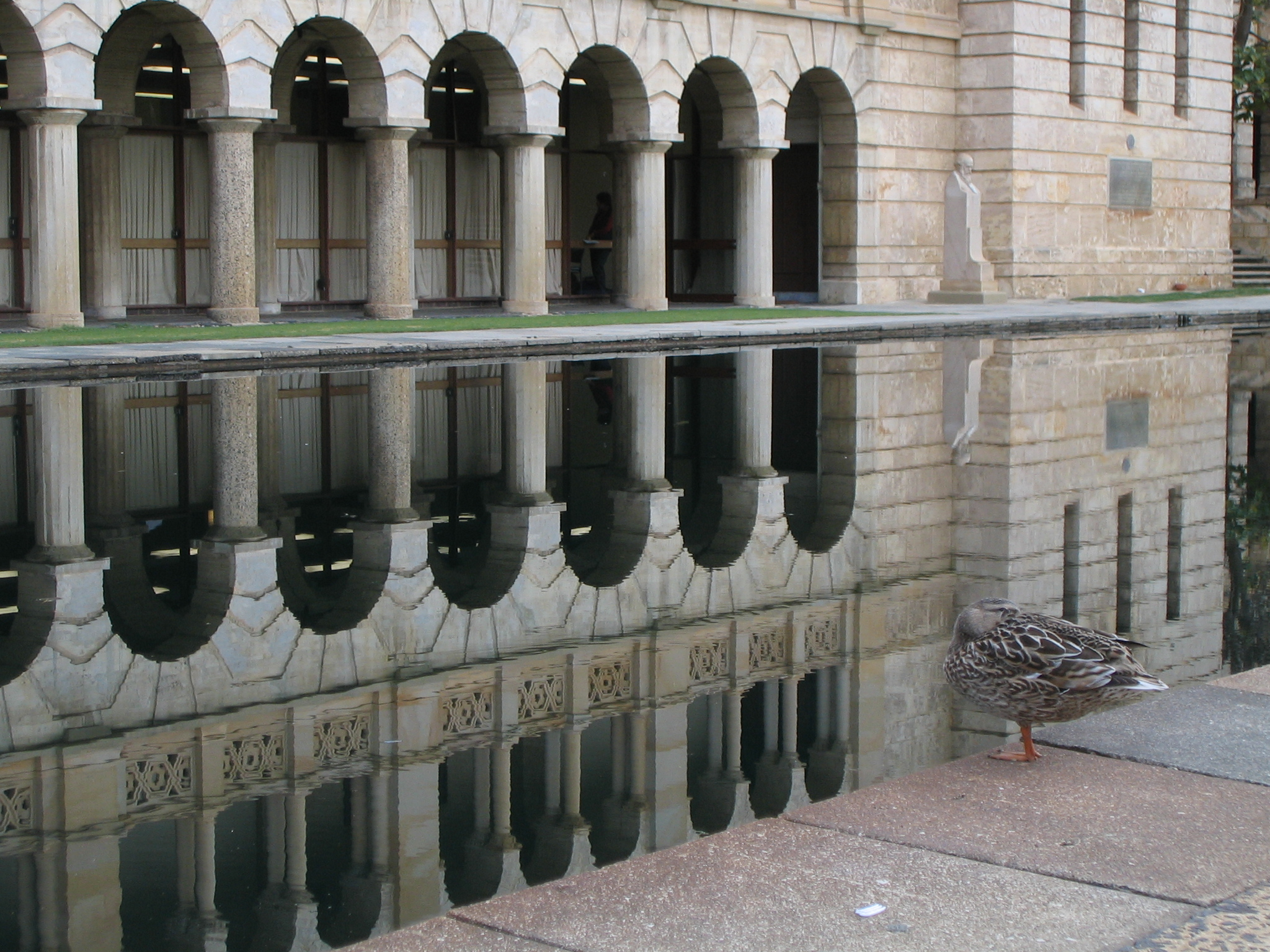
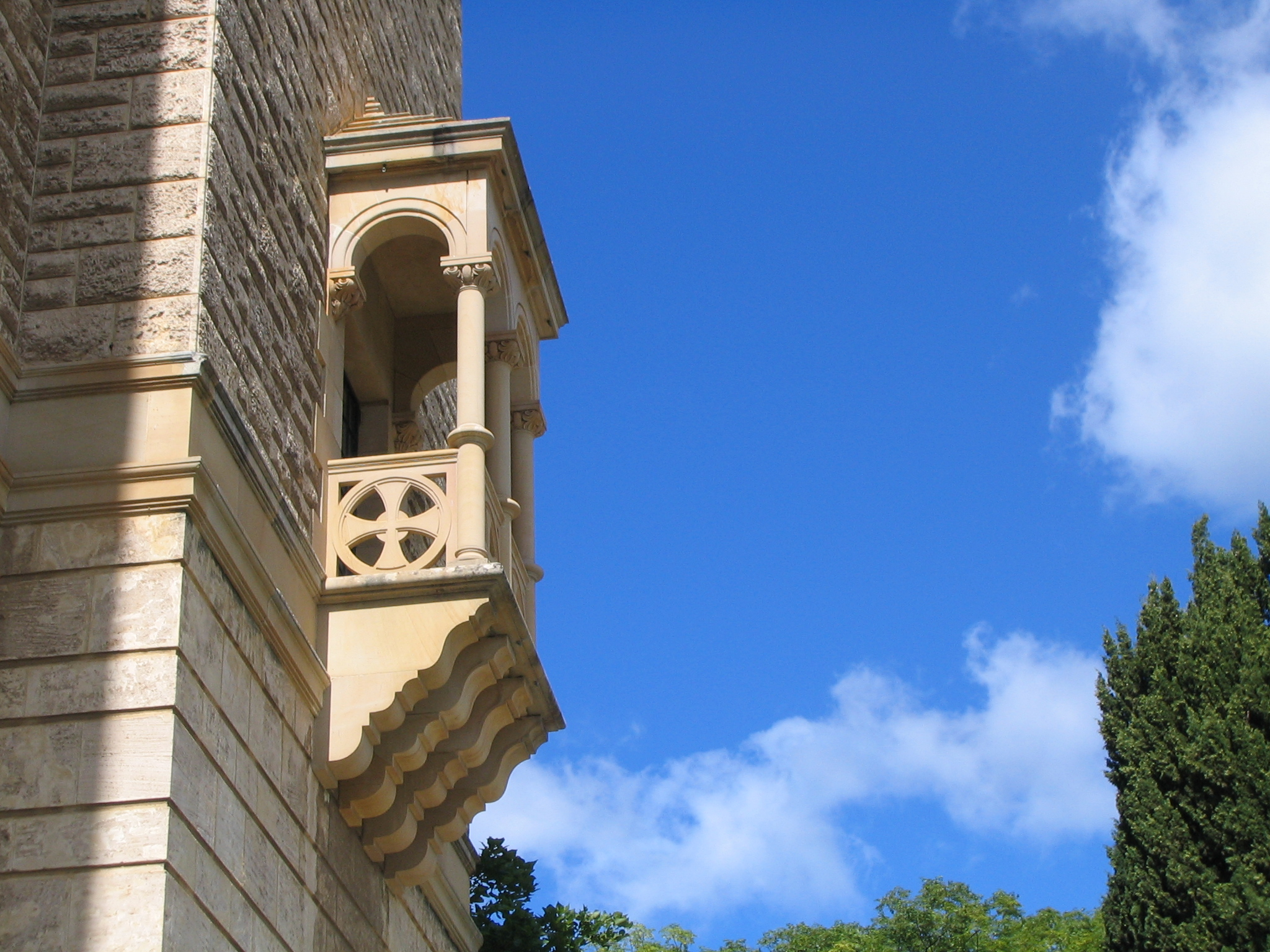
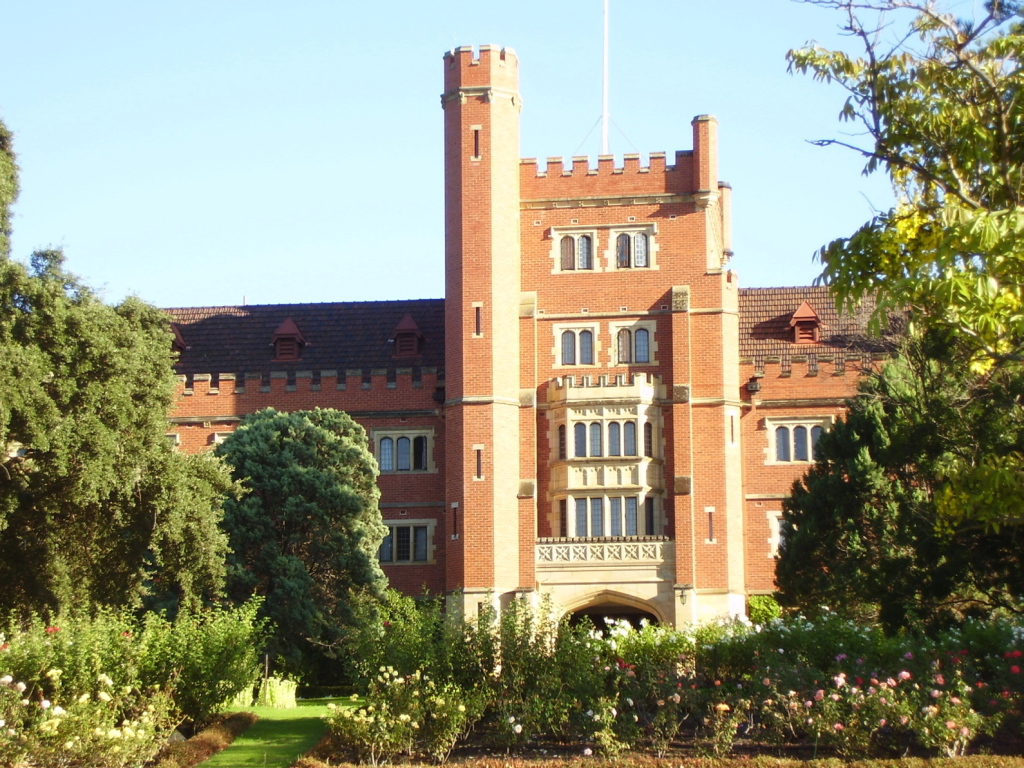